# Aleksandr Smirnov
Aleksandr Viktorovitsj (Sasja) Smirnov (Russisch: Александр Викторович Смирнов) (Tver, 11 oktober 1984) is een Russisch voormalig kunstschaatser. Hij nam in 2010 met zijn Japanse schaatspartner Yuko Kawaguchi deel aan de Olympische Winterspelen in Vancouver. Ze werden er vierde. Kawaguchi en Smirnov zijn tweevoudig Europees kampioen bij de paren.

## Biografie

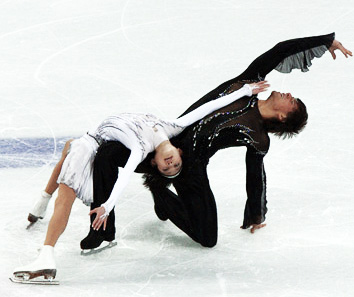
Smirnov en Kawaguchi tijdens de Olympische Winterspelen 2010

Smirnov begon op drieënhalfjarige leeftijd met kunstschaatsen. Op zijn zestiende stapte hij over op het paarrijden. Na eerdere schaatspartners ging hij in 2005/06 samenwerken met Jekaterina Vasiljeva. De Russisch kampioenen bij de junioren eindigden op de zesde plek bij zowel het NK senioren als het WK junioren. Het bleef voor Vasiljeva en Smirnov bij dit seizoen.
In mei 2006 ging hij met de in Japan geboren Yuko Kawaguchi schaatsen. Ze kwamen daarentegen voor Rusland uit. Kawaguchi gaf enkele jaren later haar Japanse nationaliteit op en werd Russische. Het paar won in 2009 en 2010 brons bij de wereldkampioenschappen. Daarnaast veroverden Kawaguchi en Smirnov tweemaal goud, tweemaal zilver en eenmaal brons bij de Europese kampioenschappen. In 2010 namen de twee deel aan de Olympische Winterspelen in Vancouver. Ze werden er vierde. Smirnov huwde in 2010. Hij heeft een zoon uit een vorige relatie en één uit zijn huidige relatie.
Kawaguchi en Smirnov stopten in 2017 met hun sportieve carrière.

## Belangrijke resultaten
2005/06 met Jekaterina Vasiljeva, 2006-2017 met Joeko Kavagoeti
| Kampioenschap           | 05/06 |               | 06/07         | 07/08         | 08/09         | 09/10         | 10/11         | 11/12         | 12/13         |               | 14/15         | 15/16         | 16/17 |
| ----------------------- | ----- | ------------- | ------------- | ------------- | ------------- | ------------- | ------------- | ------------- | ------------- | ------------- | ------------- | ------------- | ----- |
| Olympische Spelen       |       |               |               |               | 4e            |               |               |               |               |               |               |               |       |
| Wereldkampioenschap     |       | 9e            | 4e            | Brons         | Brons         | 4e            | 7e            | 6e            |               | 5e            |               |               |       |
| Europees kampioenschap  |       |               | Brons         | Zilver        | Goud          | Zilver        | t.z.t.        | 5e            |               | Goud          | t.z.t.        |               |       |
| Grand Prix-finale       |       |               | 5e            | 5e            | 5e            |               | Brons         | 6e            |               | 6e            | Brons         |               |       |
| Nationaal kampioenschap | 6e    | t.z.t.        | Goud          | Goud          | Goud          | Zilver        | t.z.t.        | Zilver        |               | Brons         | Zilver        | 5e            |       |
| WK junioren             | 6e    | geen deelname | geen deelname | geen deelname | geen deelname | geen deelname | geen deelname | geen deelname | geen deelname | geen deelname | geen deelname | geen deelname |       |
| NK junioren             | Goud  | geen deelname | geen deelname | geen deelname | geen deelname | geen deelname | geen deelname | geen deelname | geen deelname | geen deelname | geen deelname | geen deelname |       |